# Khyungpo Pungse Sutse
Khyungpo Pungse Sutse (tibétain : ཁྱུང་པོ་སྤུང་སད་ཟུ་ཙེས་, Wylie : khyung po spung sad zu tses) ou Khyungpo Pungse, est un homme politique et un officier de l'Empire du Tibet.  Il est lönchen (བློན་ཆེན་, blon chen, lönchen, chancelier du Tibet) sous le règne de Songtsen Gampo. 